# Disciphania cubijensis
Disciphania cubijensis är en tvåhjärtbladig växtart som först beskrevs av Paul Erich Otto Wilhelm Knuth, och fick sitt nu gällande namn av Noel Yvri Sandwith. Disciphania cubijensis ingår i släktet Disciphania och familjen Menispermaceae. Inga underarter finns listade i Catalogue of Life.